# 吉永浩則
吉永 浩則（よしなが ひろのり、1980年2月26日 - ）は、大阪府出身の競艇選手。登録番号4047。身長168cm。血液型B型。85期。大阪支部所属。兄の吉永則雄（登録番号4099）、再従兄弟の藤山翔大（登録番号4561）、藤山雅弘（登録番号4578）も同じ競艇選手。同期に井口佳典、田村隆信、湯川浩司らがいる。

## 来歴
- 1999年11月14日、住之江競艇場でデビュー（6着）。
- 2003年1月13日、三国競艇場での一般競走で初優勝。
- 2010年3月2日、浜名湖競艇場での「静岡第一テレビファンティングカップ」で優勝（通算2回目）。